# AWO 425
Die AWO 425 ist ein Motorradmodell mit Viertaktmotor, das in der DDR  in zwei Versionen gebaut wurde. Die Motorräder wurden in dem Awtowelo- bzw. späteren IFA-Betrieb Simson im thüringischen Suhl gefertigt.

## Geschichte

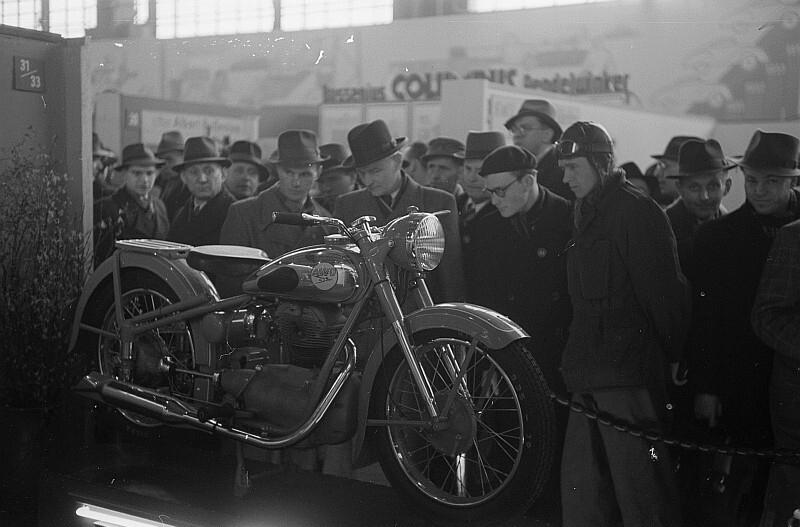
Eine AWO 425 auf der Leipziger Frühjahrsmesse 1951

Nach dem Zweiten Weltkrieg wurden mehrere Betriebe der früheren Waffen- und Fahrzeugproduktion im sowjetisch besetzten Teil Deutschlands in eine SAG (Sowjetische Aktiengesellschaft) mit Namen „Awtowelo“ umgewandelt. Diese hatten die Aufgabe, Reparationsleistungen zu erfüllen. Nachdem die Selbstverwaltung erlaubt wurde, firmierte der AWO-Hersteller ab 1957 als VEB Fahrzeug- und Gerätewerk „Simson“ Suhl.
Im Jahre 1948 erteilte die sowjetische Hauptverwaltung den Auftrag zur Entwicklung eines Motorrades mit Einzylinder-Viertakt-Motor, 12 PS, etwa 100 km/h Höchstgeschwindigkeit und etwa 3 l/100 km Kraftstoffverbrauch. Im Juli 1949 wurde das erste Funktionsmuster und zum 1. Mai 1950 eine erste Nullserie von 25 Motorrädern fertiggestellt. Ab September 1950 lief die Serienproduktion an. Maßgebliche Konstrukteure der AWO 425 waren Ewald Dähn, Helmut Pitz und Michael Heise. Die „4“ in der Modellbezeichnung steht für den Viertaktmotor, die „25“ für 250 cm³ Hubraum. Aufgrund von Motorleistung und Stabilität der Rahmen sind die Motorräder seitenwagentauglich. 1952 wurde das Unternehmen in den VEB „Fahrzeug-und Gerätewerk Simson“ überführt. Stückzahlen von bis zu 20.000 Exemplaren jährlich wurden produziert und einige Modellpflegemaßnahmen, wie ölgedämpfte Vordergabel, stärkerer Kardanantrieb etc. folgten. Seit Beginn des Jahres 1955 wurden alle Rahmen generell mit entsprechenden Aufnahmen vorgerüstet.
Nach der AWO 425 T, die technisch an die BMW R 23 angelehnt war, wurde mit der AWO 425 S ein sportliches Modell komplett neu entwickelt. 1955 debütierte dann die AWO 425 S mit geändertem Zylinderkopf, die dadurch 2 PS mehr leistete. Nach einer 1956 aufgelegten und im gleichen Jahr auf der Leipziger Messe ausgestellten Vorserie wurde die AWO 425 S ab 1957 in Serie produziert. 1958 verbesserte AWO unter anderem die Lagerung der Kipphebel im Zylinderkopf der AWO 425 S, sodass sich das Ventilgeräusch verringerte. Das Fahrgestell wurde im Detail verändert. Außerdem wurde der Auspuff höher und näher an der Maschine verlegt. Die AWO T erhielt eine zur Geräuschminderung veränderte Auspuffanlage. Ebenfalls ab 1958 war von Stoye ein passender, moderner Seitenwagen verfügbar. 1958 erfolgte die Umbenennung in Simson 425 und 425 S und nun waren statt der durchgehenden Sitzbank auch gefederte Einzelsitze erhältlich. 1960 erfolgten weitere Verbesserungen der nunmehr Simson Sport genannten 425 S, das Fahrwerk bekam eine Hinterradschwinge mit hydraulisch gedämpften Federbeinen, 18-Zoll-Rädern und großen Aluminium-Vollbremsnaben.

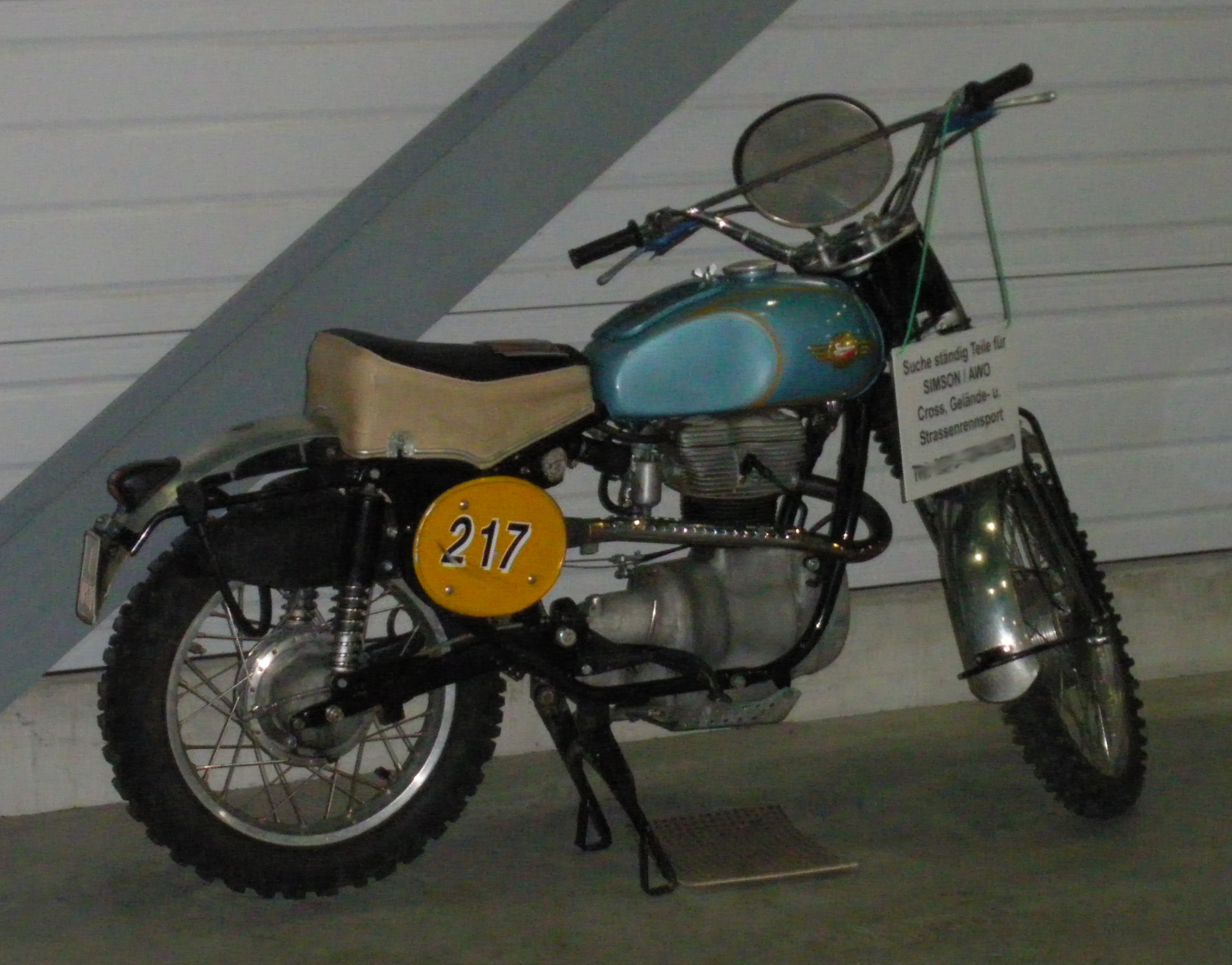
AWO GS 350, Baujahr 1960

Zeitweilig wurden Straßenrennmaschinen für ein Werksteam und für Privatrennfahrer in Kleinserie gebaut. Durch Renneinsätze in der DDR-Meisterschaftsserie wurden die AWO-Motoren ständig verbessert. Doppelnockenwellen-Motoren mit Königswelle und späterem gekapselten Kettenantrieb erhöhten die Leistung des Motorrades und 1953–55 wurden mit den AWO-Maschinen die DDR-Meisterschaften der 250er-Klasse gewonnen. Nach der Aufgabe der Beteiligung am Straßenrennsport wurde für Wettbewerbszwecke eine Enduroversion, teilweise schon mit auf bis zu 350 cm³ vergrößertem Hubraum, gebaut. Daneben gab es auch noch private Umbauten zu Dreirad-Lastenträgern mit Kippvorrichtung.
Insgesamt wurden in Suhl etwa 212.000 Viertakt-Motorräder gefertigt. 1961 musste die Produktion auf Weisung übergeordneter Dienststellen trotz großer Nachfrage zugunsten von 50-cm³-Kleinkrafträdern und der MZ-Zweitakter aufgegeben werden. Die Aufnahme der Serienproduktion der Simson-Sport mit 350-cm³-Motor und neuer Gestaltung wurde dadurch verhindert. Diese Entscheidung der Staatlichen Plankommission der DDR löste in Suhl große Enttäuschung aus.
In Suhl sollte noch eine bei EMW entwickelte schwere Seitenwagenmaschine als AWO 700 gebaut werden. Sieben bis zehn Prototypen wurden angefertigt. Es gibt noch ein komplettes Gespann, welches in der DDR erhalten blieb und heute einem Sammler in Jüchen gehört. Zu einer Serienfertigung dieser „Boxer-AWO“ kam es nicht.
Noch zu DDR-Zeiten erlangte die AWO Kult-Status – nicht zuletzt wegen des offensichtlichen Mangels moderner Viertakt-Motorräder. Fernab staatlicher Pläne etablierte sich eine AWO-Szene, vielfach getragen von privaten Kfz-Werkstätten, die sich um Teilebeschaffung und Reparatur der Viertakter sorgten. Im ehemaligen Simson-Werk in Suhl entstand nach der Wende ein Fahrzeugmuseum. Jedes Jahr findet im ehemaligen Werksgelände ein Treffen der AWO-Fans mit ihren Maschinen statt.

## Eigenschaften und Verbreitung
Im Volksmund wurden die AWO auf Grund des Motorklangs respektvoll „Dampfhammer“ genannt. Die AWO war in der DDR neben der allerdings veralteten EMW R 35 als einzig verfügbares Viertakt-Motorrad sehr beliebt. Wegen fehlender Viertakter-Angebote anderer Hersteller auf dem DDR-Zweiradmarkt wurden die Motorräder später individuell umgerüstet. So wurde beispielsweise die längere und bessere Gabel aus der MZ BK 350 verwendet. Große Teile des AWO-Bestandes werden bis heute liebevoll gepflegt. Heute ermöglicht die Vielzahl der noch vorhandenen AWO-Motorräder und -Ersatzteile einen guten Einstieg in die Beschäftigung mit Oldtimer-Motorrädern. Eine ähnliche Maschine, die auch eine ähnliche Geschichte hatte (und ebenfalls Kultstatus erlangte), war die polnische SFM Junak, die allerdings nicht in die DDR importiert wurde.

## Technik
Die AWO besitzt einen Doppelschleifen-Rohrrahmen mit hydraulisch gedämpfter Teleskopgabel vorn und Geradwegfederung (Tourenawo) beziehungsweise Schwingenfederung hinten. Die Magnetzündung arbeitete unabhängig vom 6-Volt-Bordnetz, dessen Batterie von einer auf dem vorderen Kurbelwellenstumpf aufgesetzten Lichtmaschine geladen wird. Der Zündschalter sitzt im Scheinwerfergehäuse, welches auch Kontrolllampen für Leerlauf und Lichtfunktion aufnimmt.
Anfang 1954 wurde das 4-Gang-Getriebe verbessert. Ab 1955 verfügte die AWO 425 über drei Rahmenaufnahmen zur Schnellmontage des Stoye-Seitenwagen Stoye SM (Spitzschiff ohne abschließbarem Kofferraum). Die AWO Sport besitzt vier Rahmenmontagepunkte, so dass der Stoye Elastik (Spitzschiff mit Schwingfederung) oder mit kleineren Modifikationen wahlweise auch der ursprünglich für die MZ entwickelte Stoye Super-Elastik-Seitenwagen (gefedert, aufklappbar, hydraulische Seitenwagenbremse parallel zur Fußbremse) montiert werden kann. Ein Kardanantrieb mit kürzerer Untersetzung sowie ein geänderter Tachometerantrieb waren als Umrüstsatz erhältlich.
Die Magnetzündung bereitete mitunter Schwierigkeiten aufgrund von Magnet- und Spulenschäden. Zahlreiche Fahrzeuge wurden nachträglich auf Batteriezündung umgerüstet, was aber den Nachteil der Abhängigkeit von der Batterieladung mit sich brachte. Vielfahrer rüsteten ihr Fahrzeug daher teilweise mit beiden Zündsystemen aus, sodass bei Ausfall der Magnetzündung durch Umstecken des Zündkabels auf Batteriezündung umgeschaltet werden konnte.

### AWO 425 – „Touren-AWO“
| Leistung:           | 9 kW (12 PS)                               |
| Hubraum:            | 248 cm³ Einzylinder                        |
| Hub:                | 68 mm                                      |
| Bohrung:            | 68 mm                                      |
| Fahrwerk:           | Doppelschleifenrahmen mit Geradwegfederung |
| Kraftübertragung:   | Viergang-Getriebe mit Kardanantrieb        |
| Tankvolumen:        | 12 Liter                                   |
| Benzinverbrauch:    | 3,3 Liter/100 km                           |
| elektrische Anlage: | Gleichstrom-Lichtmaschine mit 6 V/45 W     |

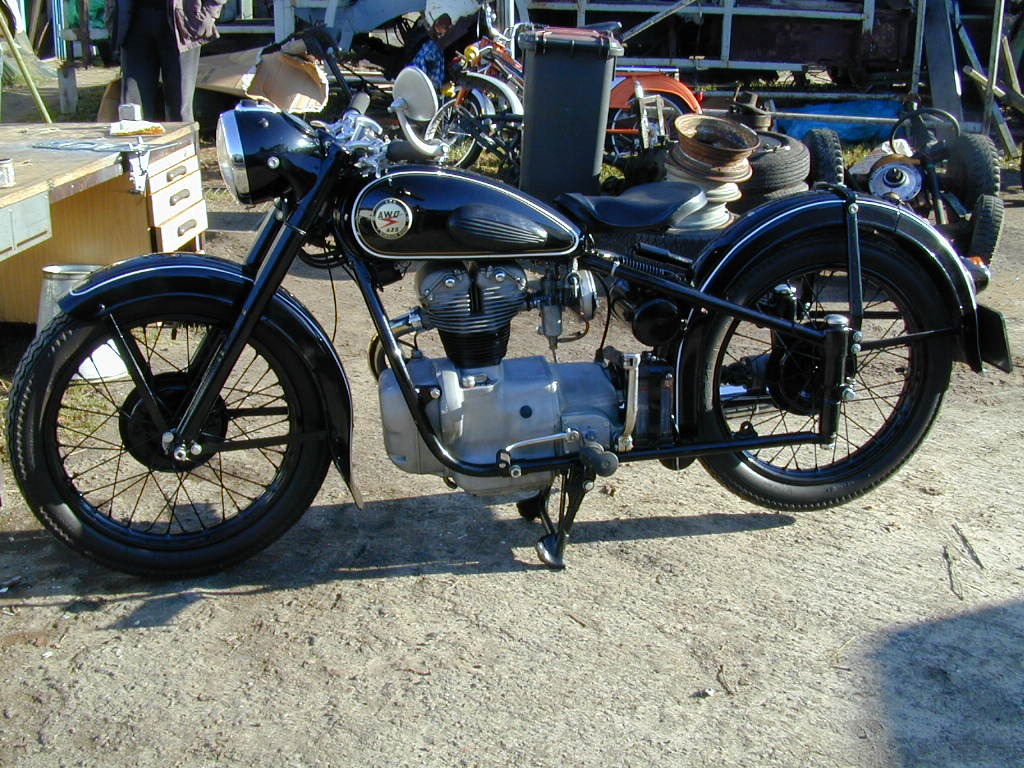
Die Touren-AWO im Originalzustand

Das Modell wurde bis 1956 als „AWO 425“, später dann als „Simson 425“ bezeichnet. Es wurden im Zeitraum zwischen 1950 und 1961 127.000 AWO 425 (Fahrgestelle von 000 001 bis 127 865) gebaut.

### AWO 425 SPORT – „Sport-AWO“
| Leistung:           | 10,3 kW (14 PS) ab 1961: 11,4 kW (15,5 PS)         |
| Hubraum:            | 248 cm³                                            |
| Hub:                | 68 mm                                              |
| Bohrung:            | 68 mm                                              |
| Fahrwerk:           | Doppelschleifenrahmen mit Schwinge und Federbeinen |
| Kraftübertragung:   | Vier-Gang-Getriebe mit Kardanantrieb               |
| Tankvolumen:        | 16 Liter                                           |
| Benzinverbrauch:    | 3,7 Liter/100 km                                   |
| elektrische Anlage: | Gleichstrom-Lichtmaschine mit 6 V/60 W             |

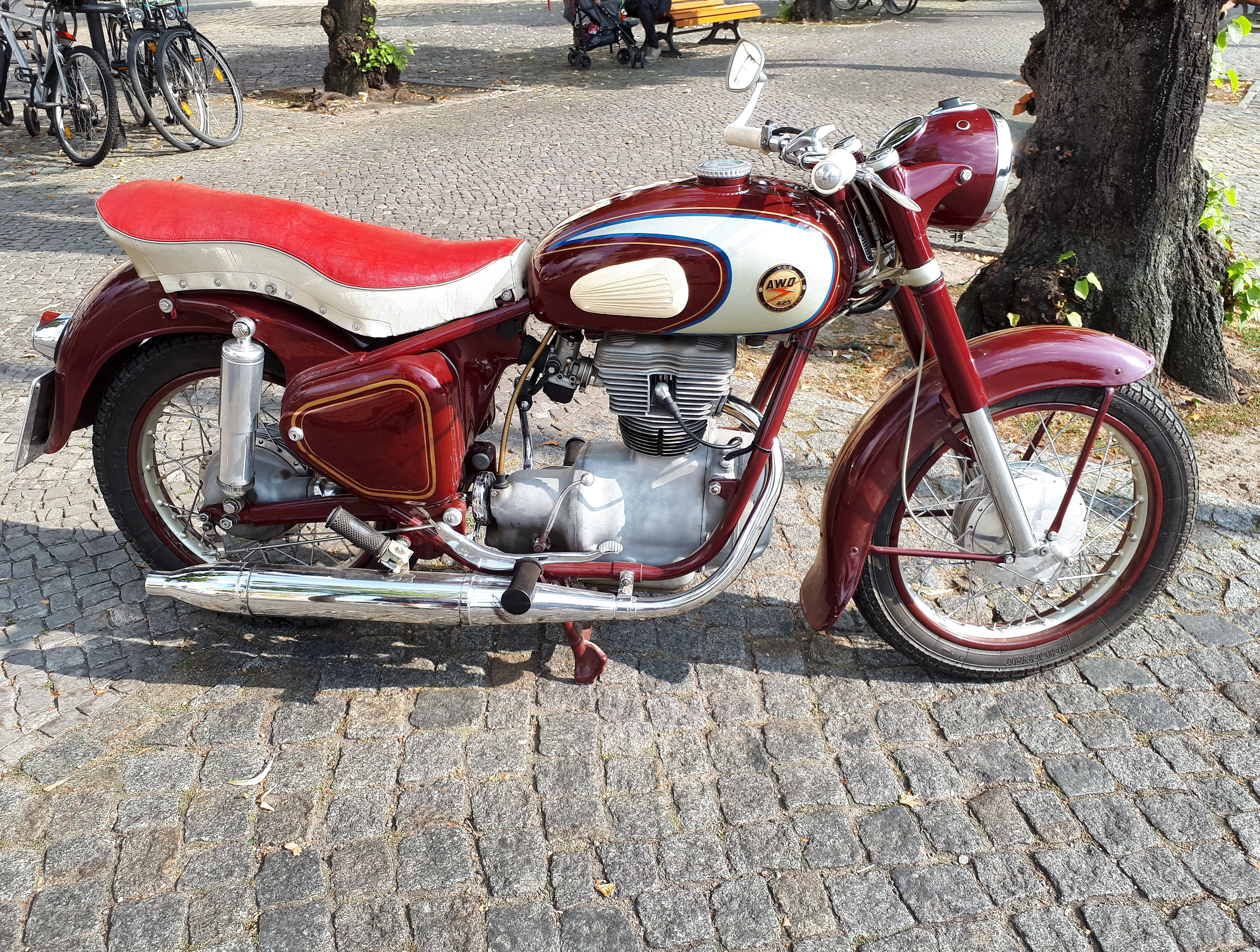
Die Sport-AWO 425 S

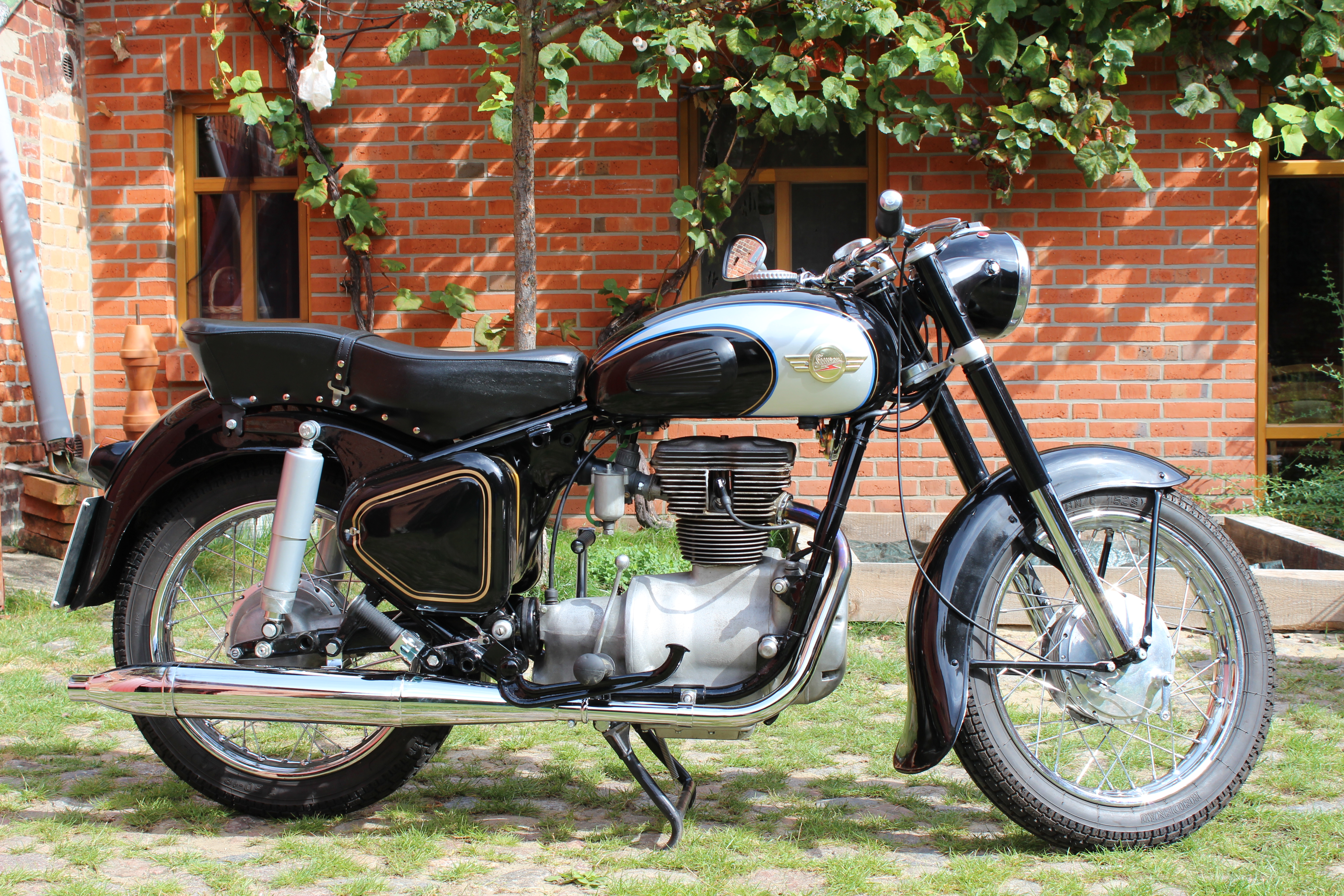
Simson 425 Sport, Bj. 1958 (rechts)

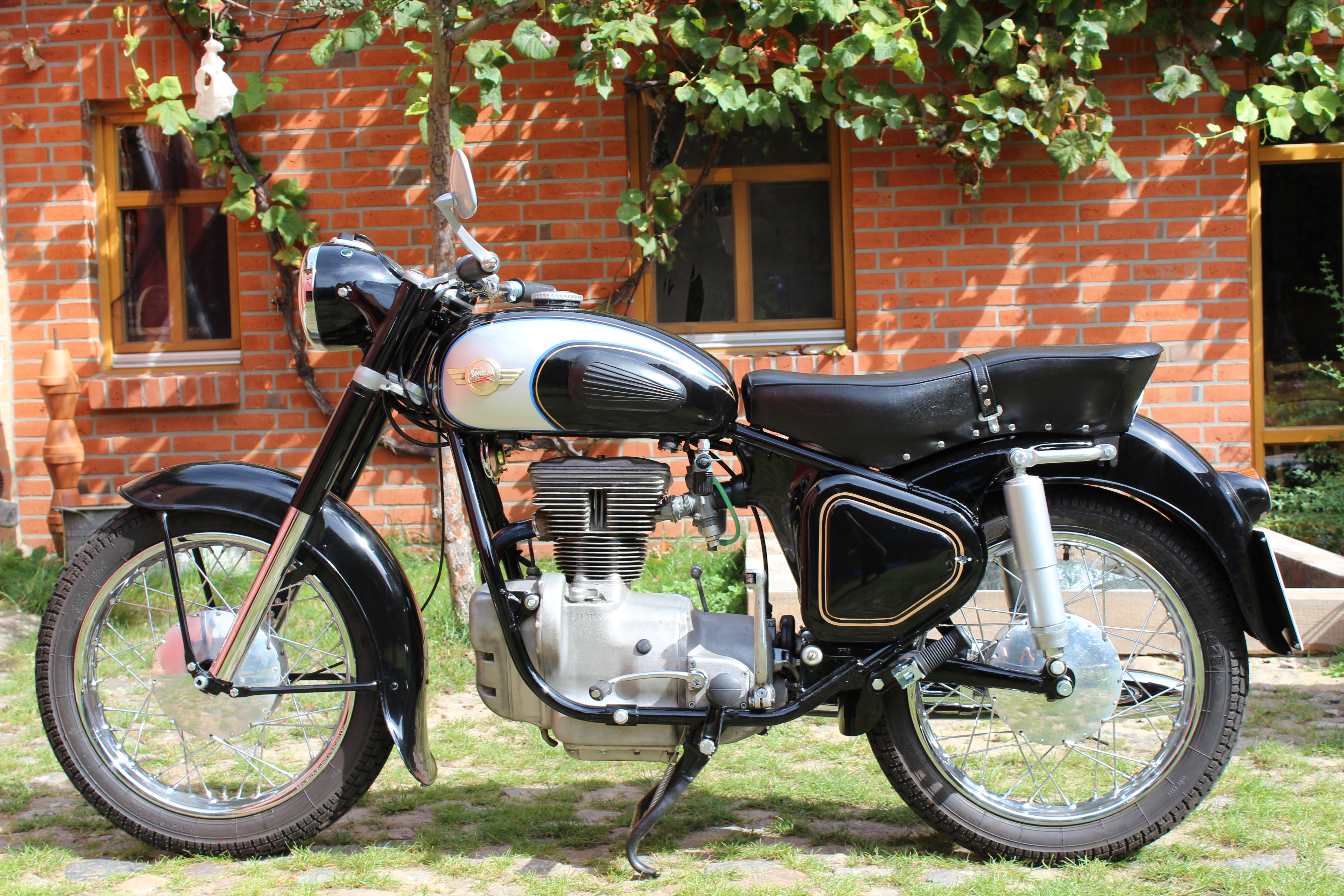
Simson 425 Sport, Bj. 1958 (links)

Das völlig neu konzipierte Fahrwerk mit Hinterradschwingenfederung sorgte zusammen mit dem verbesserten Motor und den Vollnabenbremsen für höhere Sicherheit und Fahrkomfort. Während die ersten Modelle eine sportliche Doppelsitzbank besaßen, wurde diese ab 1958 durch komfortable, aber etwas klobige Einzelsitzkissen mit Griff für den Sozius abgelöst. Es wurden etwa 85.000 Maschinen im Fahrgestellnummernbereich 150.000 bis 234.746 produziert.
Das Modell wurde bis 1958 als „AWO 425 SPORT“, später dann als „Simson Sport“ bezeichnet. Die Magnetzündung der AWO wurde baugleich auch in der polnischen SFM Junak verbaut. Für Eskortefahrzeuge wurde eine Kleinserie mit dem 350-cm³-Motor der Enduroversion hergestellt. Diese Motorversion gab es als Nachrüstsatz auch im Handel, allerdings nur in begrenzter Anzahl.

## Verbesserungsvorschläge
- Einbau einer Öldämpfung in die AWO-Teleskopgabel. In: Kraftfahrzeugtechnik 1/1957, S. 33.
- Einfluß der Steuerzeiten am Motorradmotor AWO 425. In: Kraftfahrzeugtechnik 12/1960, S. 476–482.